# 武井壮しらべ 誰もやらなきゃオレがやる!!
『武井壮しらべ 誰もやらなきゃオレがやる!!』(たけいそうしらべ だれもやらなきゃおれがやる)は、2014年5月2日から9月26日までTOKYO MXで放送されていたバラエティ番組。

## 内容
世間の人々の興味はあるが自分で調べるのは「嫌だな〜」「怖いな〜」「面倒だな〜」という事を武井壮が代わりに体験、検証していく番組。
2014年6月に沖縄で開催されるマスターズ陸上競技4×100mリレーに出場し世界記録を狙う武井の姿も密着放送していく。
文字通り身体を張った内容が話題となり、初回からTOKYO MXテレビの中では異例の高視聴率をマークしていた。
番組内では視聴者からの依頼も受け付けており、早くも依頼が殺到しているという。

## 出演者
- 武井壮
- 宮田聡子（アシスタント）

## 放送リスト
| 回 | 放送日  | 内容テーマ | 結果                                                                                               |
| -- | ------- | --- | -------------------------------------------------------------------------------------------------- |
| 1  | 5月2日  | 韓国ロケで4本撮りSP「カジノで大金を賭けてバカ勝ちできるのか!?」 (カジノで大勝負の前に今年の運気を占おう!!、カジノで大勝負の前に滝に打たれて厄払い!!、カジノで大勝負の前に運気UPの晩飯を食らう!!)                                                                           | -                                                                                                  |
| 2  | 5月9日  | 韓国ロケで4本撮りSP「カジノ(ブラックジャック、バカラ、ルーレット)で大金を賭けてバカ勝ちできるのか!?」 武井の自腹資金100万円が元手その内宮田聡子に5000円提供 武井99万5千円 → 119万1千円 → 148万6千円 → 257万6千 → 0円、宮田5千円 → 1万6千円 → 1万千円 → 39万9千円 → 114万円 | カジノでバカ勝ちはできる                                                                           |
| 3  | 5月16日 | 韓国ロケで4本撮りSP「韓国最新プチ整形でカッコ良くなれるのか!?」 ほうれい線にヒアルロン酸注入・ただししわが深いので通常の2倍増し(施術時間4分費用約12万円) 武井のマネージャーもボトックスを注射し鼻筋を通す手術(武井の支払い費用約5万円)                                     | カッコ良くなれる! 韓国の街で整形前後の写真を使いアンケート(どちらでもいい35票、整形前29票、後36票) |
| 4  | 5月23日 | 韓国ロケで4本撮りSP「韓国のうなぎはうまいのか!?泥沼から手づかみで獲る!!」 | スーパーうまい!!                                                                                   |
| 5  | 5月30日 | 幻の有名人“新宿タイガー”の素顔とは!? | 新宿タイガーはLOVE&PEACEの配達人                                                                   |
| 6  | 6月6日  | ラブホテルのお仕事の実態とは!? | オトナのホテルのお仕事はキモチイイを生み出すお仕事                                                 |
| 7  | 6月13日 | 緊急プロジェクト 武井壮41歳世界記録に挑む!! 緊急プロジェクト 武井壮しらべオリジナルLINEスタンプを作ろう!! | -                                                                                                  |
| 8  | 6月20日 | ネギでホームランは打てるのか!? | |
| 9  | 6月27日 | 沖縄マスターズに密着! | |
| 10 | 7月4日  | 武井壮のそっくりさん大集合! | |
| 11 | 7月11日 | 沖縄で１日夏休み! | |
| 12 | 7月18日 | 番組ディレクターの結婚式をサプライズ! | |
| 13 | 7月25日 | 世界の怪談は怖いのか!? | |
| 14 | 8月1日  | 女装にハマる男たち その楽しみとは!? | |
| 15 | 8月8日  | バイナリーオプションに挑戦 | 元手5万円が10回戦目で所持金が160円になり惨敗。                                                     |
| 16 | 8月15日 | 武井壮のルーツをめぐる旅 | |
| 17 | 8月22日 | 催眠術にかかったらどうなるの!? | |
| 18 | 8月29日 | 気になるあの職業の七つ道具を調査!! | |
| 19 | 9月5日  | 百獣の王の１日パパ体験!! | |
| 20 | 9月12日 | 特別編!!「宮田聡子しらべ」 | |
| 21 | 9月19日 | ネギでパーは獲れるのか!? | |
| 22 | 9月26日 | 百獣の王・陸上との出会いの地へ | |

## ネット局
| 放送対象地域     | 放送局                 | 放送曜日・時間                                      | 放送開始日                                  |
| ---------------- | ---------------------- | --------------------------------------------------- | ------------------------------------------- |
| 東京都           | TOKYO MX【制作局】     | 金曜 23:30 - 24:00                                  | 2014年5月2日                                |
| 新潟県           | 新潟放送(BSN)          | 日曜 25:15 - 25:45                                  | 2014年6月23日                               |
| 熊本県           | 熊本放送（RKK）        | 日曜 15:00 - 15:30（不定）                          | 2014年6月8日                                |
| 福島県           | 福島中央テレビ（FCT）  | 土曜 25:35 - 26:05                                  | 2014年9月27日                               |
| 愛知県           | テレビ愛知(TVA)        | 水曜 27:05 - 27:35                                  | 2014年10月1日                               |
| 福岡県           | TVQ九州放送(TVQ)       | 月曜 26:30 - 27:0                                   | 2014年10月6日                               |
| 長崎県           | 長崎国際テレビ(NIB)    | 土曜 24:50 - 25:20                                  | 2014年12月27日                              |
| 岡山県・香川県   | 山陽放送(RSK)          | 金曜 24:45 -25:15                                   | 2015年3月27日                               |
| 石川県           | テレビ金沢(KTK)        | 火曜 25:34 - 26:04                                  | 2015年4月7日                                |
| 全国             | Dlife                  | 水曜 19:30-20:00                                    | 2015年4月8日                                |
| CS有料チャンネル | ホームドラマチャンネル | 金曜 18:00-18:30                                    | 2014年12月5日                               |
| 宮城県           | 東北放送(TBC)          | 土曜 25:58-26:28                                    | 2015年6月6日                                |
| 広島県           | 中国放送（RCC）        | 月曜 25:58 - 26:28                                  | 2015年7月6日                                |
| 北海道           | 北海道放送（HBC）      | 木曜 24:58 - 25:28、火曜 0:39-1:10、日曜1:20 - 1:50 | 2015年11月20日、2016年3月15日、2016年4月3日 |

## スタッフ
- ナレーション:林原めぐみ
- 構成:木南広明、鈴木裕士
- カメラ:[turn up](李承宰、福永遼太、河部謙一)
- 音声:[turn up](高野太樹、足立憲昭)
- 編集:麻布プラザ(伊東聡彦、川口達也、福井洋、岡本直人、国井美智)
- MA:麻布プラザ(高野博臣、小野寺淳、船木拓也、吉田章太、飯田太志)、山本宗太
- 音響効果:北澤亨
- デザイン:佐藤芙美
- イラスト:中田有見子
- 衣装協力:TheDayztokyo、BORNY、KariAng Park
- 協力:GOETHE、メディアスコリア、PARADISE CASINO WALKERHILL
- メイク:安藤有美
- AP:許仁卿、ジョン・ヒョンヨン
- AD:吉永知世、柴山瑛里
- ディレクター:東南隆志・西隆志・東奏太HBD!・東京隆志
- 演出:青木達生
- プロデューサー:佐野弘明、相沢直、原田廣一、藤原克哉
- 制作協力:THE WORKS
- 製作著作:武井壮しらべ製作委員会